# 칸지야 시호리
칸지야 시호리(貫地谷 しほり, 1985년 12월 12일 ~ )는 일본 도쿄도 아라카와구 출신의 배우이다. 오쓰마 여자대학 중퇴. 소속사는 ABP inc.이다.

## 인물
중학교 때 신주쿠역 승강장에서 스카웃되어 연예계에 데뷔했다.
2008년 2월 7일, 오모리 나오, 오구리 슌, 아라가키 유이와 함께 2008년 엘란도르상 신인상을 수상했다.
특기는 트럼펫과 기모노 2분 안에 입기. 취미는 공상. SPEED, Mr.Children, 레미오로멘, 스키마스위치의 팬이다.
스케줄이 없는 날에는 만화 카페에서 하루를 보낼 정도로 만화를 좋아하고, 《미소녀전사 세일러문》이나 《유리가면》, 《천재 패밀리 컴퍼니》등을 애독한다.
영화 《스윙걸즈》에서 함께 연기한 모토카리야 유이카, 영화 《제너럴 루주의 개선》에서 함께 연기한 다케우치 유코, 드라마 《버저 비트~벼랑 끝의 히어로~》에서 함께 연기한 키타가와 케이코, 아이부 사키와 절친한 사이. 좋아하는 여자 배우는 아키야마 나츠코이며, 후부키 준을 존경한다.

## 이름에 대해
2007년 2월 10일 규슈 스포츠 인터뷰에서 '간지야 (貫地谷)'라는 성씨는 굉장히 드물며 본인의 가족 및 친척을 합해 전국에 단 6세대 뿐임을 밝혔다. 이 중 대부분은 아버지의 고향인 히로시마에 거주하고 있다. 경정(보트 레이스) 선수 간지야 나오토와는 이종사촌지간이다.
'시호리 (しほり)'는 어머니가 좋아하는 사잔 올 스타즈의 노래 〈일본어: 栞のテーマ 시오리의 테마[*]〉에서 착안해 붙인 이름. 간지야가 태어났을 당시에는 사람 이름에 '栞'라는 한자를 쓸 수 없어, 히라가나로 바꿔 출생신고서를 제출했다.

## 출연

### 드라마

#### 장편
- 2005년 《H2~너와 있었던 나날~》 - 코야마우치 미호 역
- 2005년 《형사의 방~롯폰기의 이상한 수사반》 - 미나미하라 아키 역
- 2005년 《오오쿠~화의 란~》 - 소메코 역
- 2007년 《풍림화산》 - 미츠 역
- 2007년 《꽃보다 남자 리턴즈》 - 히나타 사라 역
- 2007년 《치리토테친》 - 와다 키요미 / 아오키 키요미 역
- 2008년 《너 범인 아니지?》 - 모리타 사쿠라 역
- 2008년 《안도나츠》 - 안도 나츠 역
- 2009년 《러브 셔플》 - 카가와 메이 역
- 2009년 《버저 비트~벼랑 끝의 히어로~》 - 에비나 마이 역
- 2010년 《바른생활 사나이》 - 마치다 아야노 역
- 2010년 《료마전》 - 치바 사나 역
- 2010년 《야베 켄조 경감》 - 카츠라 미하라 역
- 2011년 《바텐더》 - 쿠루시마 미와 역
- 2011년 《하나와가의 네자매》- 하나와 사쿠라코 역
- 2013년 《아포양~달리는 국제공항》

#### 단편 및 특별 출연
- 2002년 《방송국 탐정 아키코&미도리의 순정 사건장5》 - 사카이 리카 역
- 2004년 《안녕, 오즈선생님》 - 다구치 유리아 역
- 2006년 《노부나가의 관》 - 오즈루 역
- 2006년 《빙점》 - 아이자와 준코 역
- 2006년 《야마노 아이코 이야기》 - 타도코로 하루 역
- 2006년 《오오쿠 스페셜~또 다른 이야기~》 - 오시노 역
- 2007년 《이브의 선물》 - 나카자와 케이코 역
- 2007년 《초밥 왕자!》 - 아사기 유리 역
- 2008년 《꼴통역할 신입사원》 - 쿠도 사키 역
- 2008년 《엽기적인 그녀》 - 노노무라 유키노 역
- 2008년 《아베레이지2》 - 코나카 역
- 2008년 《오미야상 시즌6》 - 고토 유키 역
- 2009년 《경관의 피》 - 안죠 준코 역
- 2009년 《취활의 그녀》 - 미야기 노바라 역
- 2009년 《필살사업인 2009》 - 시노 역
- 2009년 《동거 형사의 묵시록》 - 카미바야시 카즈코 역
- 2009년 《0호실의 손님》 Third Story 〈완벽한 남자〉 - 요시미 역
- 2010년 《윤회의 비》 - 스가이 아이미 역
- 2011년 《전국질풍전 두명의 군사 히데요시에게 천하를 호령하게 한 남자들》 - 모미지 역
- 2011년 《맛의 달인》 - 아다치 마유미 역
- 2011년 《사랑하는 김치》 - 토모노 미노리 역
- 2011년 《모리무라 세이치의 무네스에 형사 목격 미녀는 두 번 죽는다?》 - 간바야시 가즈코 역
- 2011년 《간병하는 의사》
- 2012년 《신부의 아버지》
- 2012년 《이제 유괴 같은건 안할래》 - 하나조노 사쓰키 역

### 영화
- 2002년 《슈라의 무리》 - 이나하라 아키코 역
- 2002년 《참극관 유메코》 - 오쿠야 츠키코 역
- 2002년 《3↓1/2》 - 하루카 역
- 2004년 《SURVIVE STYLE5+》 - 코바야시 카호 역
- 2004년 《스윙걸즈》 - 사이토 요시에 역
- 2005년 《사령파》 - 나가오 루나 역
- 2005년 《KARAOKE -인생, 종이 한장 차이-》 - 이노우에 사치코 역
- 2005년 《탐정사무소5》 - 시시도 히토미 역
- 2006년 《최종 병기 그녀》 - 아케미 역
- 2006년 《나이스의 숲~The First Contact~》 - 은캬바 역
- 2006년 《밤의 피크닉》 - 고토 리카 역
- 2007년 《사랑의 유형지》 - 무라오 타카코 역
- 2007년 《신동》 - 카모가와 카논 역
- 2007년 《사이렌 SAI-REN》 - 히로세 코코 역
- 2007년 《붕대 클럽》 - 탄자와 시오미 역
- 2007년 《ALWAYS 속·2초메의 노을》 - 메리 역
- 2007년 《푸른 하늘의 룰렛》 - 쿠리타 카나코 역
- 2008년 《파코와 마법의 그림책》 - 사오리짱 역
- 2009년 《제너럴 루주의 개선》 - 키자라기 쇼코 역
- 2009년 《THE CODE/암호》 - 시시도 히토미 역
- 2009년 《보트》 - 아츠코 역
- 2009년 《우리들의 원더풀 데이즈》 - 후지오카 와카코 역
- 2010년 《골든 슬럼버》 - 린카 역
- 2010년 《퍼레이드》 - 오카와우치 코토미 역
- 2011년 《우리들의 급행 A열차로 가자》 - 아즈사 역

### 뮤직 비디오
| 연도   | 가수               | 제목 (원제)                                                | 제목 (의미)            |
| ------ | ------------------ | ---------------------------------------------------------- | ---------------------- |
| 2005년 | 레미오로멘         | 南風 미나미카제[*]                                         | 남쪽 바람              |
| 2005년 | 라무지             | イチラムジ/キミと月までも 이치라무지 / 기미토츠키마데모[*] | - / 너와 달 끝까지라도 |
| 2006년 | ohana              | 予感 요칸[*]                                               | 예감                   |
| 2006년 | 에노모토 쿠루미    | 打ち上げ花火 우치아게 하나비[*]                            | 쏘아올린 불꽃          |
| 2006년 | 케츠메이시         | 男女6人夏物語 단조로쿠닌 나츠모노가타리[*]                 | 남녀 6명의 여름 이야기 |
| 2009년 | BONNIE PINK        | Joy                                                        |                        |
| 2010년 | FUNKY MONKEY BABYS | 涙 나미다[*]                                               | 눈물                   |

## 수상
- 2008년 엘란도르상 신인상
- 2009년 제13회 일간스포츠 드라마그랑프리 여름 드라마 여우 조연상 (버저 비트~벼랑 끝의 히어로~)
- 2010년 제7회 The Beauty Week Award